# 华美风毛菊
华美风毛菊（学名：Saussurea compta）为菊科风毛菊属下的一个种。

## 扩展阅读
- 維基物種上的相關：华美风毛菊